# Пингвинёнок
«Пингвинёнок» — советский короткометражный мультипликационный фильм, созданный режиссёром Валерием Фоминым в 1983 году по одноимённому рассказу Льва Аркадьева. Снят на Свердловской киностудии по заказу Гостелерадио СССР. Хранится в коллекции Гостелерадиофонда.

## Сюжет
Однажды, на Южном полюсе разыгралась пурга и сильный ветер унёс маленького Пингвинёнка в море. Стремясь вернуться домой, он проделал длинный путь, но оказался не на Южном, а на Северном полюсе, где нашёл нового друга, белого Медвежонка.

## Создатели
| автор сценария                  | Лев Аркадьев |
| режиссёр и художник-постановщик | Валерий Фомин |
| оператор                        | Николай Грибков |
| художники:                      | А. Дёмин, Л. Романова, Е. Тедер, И. Морозова                                                                                         |
| роли озвучивали:                | Клара Румянова (Пингвинёнок, Медвежонок), Борис Рунге (Собака, Олень), Зинаида Нарышкина (Птица Киви), Всеволод Ларионов (Альбатрос) |
| композитор                      | Игорь Космачёв |
| звукооператор                   | З. Трубникова |
| монтажёр                        | Л. Садовская |
| редактор                        | И. Дуйкова |
| директор фильма                 | В. Хижнякова |